# Petr Hladík (cyklista)
Petr Hladík (* 16. března 1948 Děčín) je bývalý český cyklista, mistr republiky jednotlivců v silniční cyklistice z roku 1969, mistr republiky v časovce družstev (1973 a 1975), účastník Olympijských her v Mexiku v roce 1968.

## Začátek kariéry
Na kole závodil od 14 let, nejdříve v týmu Dynamo Děčín, od roku 1967 ve vojenském týmu RH Plzeň, v jehož dresu zažil největší úspěchy. Medaile začal sbírat už od žákovských kategorií (2x mistr republiky mladšího dorostu, 3x mistr republiky staršího dorostu), první významný úspěch zaznamenal v roce 1966 celkovým vítězstvím na etapovém Závodu míru mládeže. O rok později přestoupil do dospělé kategorie a v 19 letech ihned vyhrál legendární jednoetapový závod Praha – Karlovy Vary – Praha. Po 262 kilometrech porazil ve spurtu tehdejší čs. jedničku Jana Smolíka. V ten samý rok také poprvé nastoupil v reprezentačním dresu na Mistrovství světa v silniční cyklistice, v nizozemském Heerlenu obsadil v závodě amatérů po hromadném pádu 75. místo.

## Olympijské hry 1968, mistr republiky 1969 a Mistrovství světa 1970
Ve dvaceti letech nastoupil v čs. dresu na Olympijských hrách v Mexiku. Ze silničního závodu ovšem kvůli defektu odstoupil. „V Mexiku bylo strašné vedro a my lepili galusky takovým hnědým lepidlem, které povolilo. Ve druhém okruhu jsem otočil gumu a než jsem dostal rezervní kolo, byl 'balík' pryč. Tak jsem slezl.“

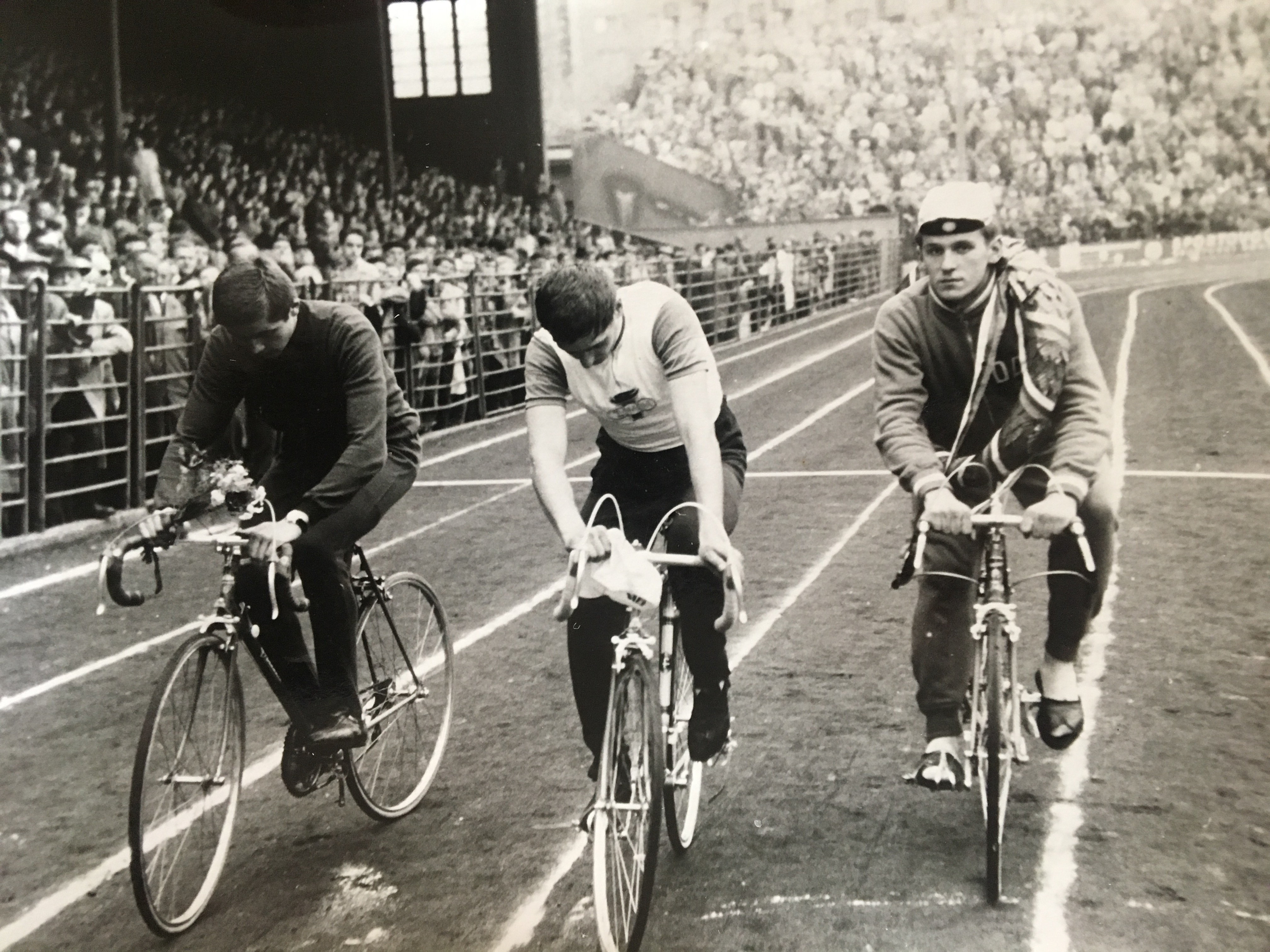
Hladík (uprostřed) jako celkový vítěz Závodu míru mládeže 1966, po dojezdu na stadionu pražské Slavie. Za vítězství obdržel nové kolo Favorit.

O rok později ovšem zvítězil na Masarykově okruhu v Brně a pro rok 1969 se stal mistrem republiky v silniční cyklistice, když po pětihodinovém závodě ve spurtu zdolal Rudolfa Labuse z Dukly Brno. Jako mistr země získal automaticky nárok ke startu na Mistrovství světa v britském Leicesteru.
Zde v individuálním závodě amatérů obsadil 10. místo. Tehdejší ročník byl pro československé reprezentanty vůbec povedený, v témže závodě skončil Petr Matoušek osmý a Jiří Prchal šestnáctý. V závodě družstev československý tým získal stříbrnou medaili (ve složení Petr Matoušek, Milan Puzrla, František Řezáč, Jiří Mainuš).

## Další kariéra
V roce 1971 poprvé startoval na Závodě míru, ale hned v první etapě měl defekt a celkem dojel na 41. místě se ztrátou 25:31 na vítěze. Ten rok si vynahradil na mistrovství ČSSR, kde v Dubnici získal stříbrnou medaili v závodě jednotlivců, čímž obhájil stejný výsledek i z předešlého ročníku. V dalších letech Hladík zaznamenal i dílčí úspěchy na závodech v zahraničí: vyhrál etapy v závodech Okolo Slovenska (2x), Okolo Maroka, Kolem Rakouska (vítěz první etapy ročníku 1976), Giro Bergamasco, Okolo Skotska, Okolo Bulharska. V roce 1972 dokonce zvítězil v celkovém pořadí závodu Okolo Srbska, kde vyhrál i jednu etapu. Nicméně na Olympijské hry v Mnichově (1972) se nenominoval, stejně jako na další ročníky Závodu míru.

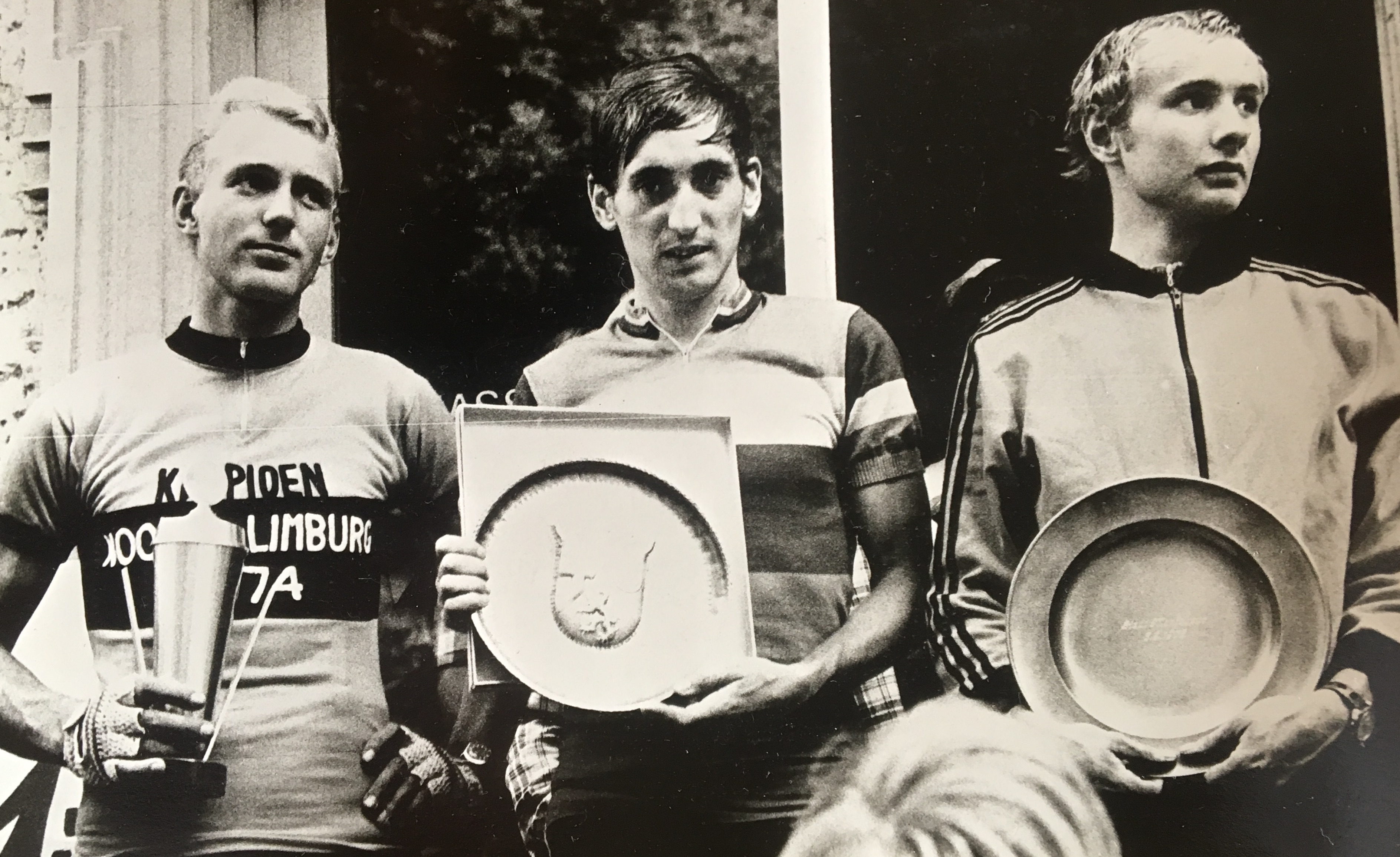
Vítěz první etapy závodu Kolem Rakouska v roce 1976.

Dařilo se mu na republikových mistrovstvích, kde v individuálním závodě až do skončení kariéry nikdy neskončil hůř než desátý a v závodě družstev získal dokonce dvě zlaté medaile (1973 a 1975). Závodní kariéru skončil v roce 1976, v 28 letech, když se ještě ten rok umístil na třetím místě v individuálním závodě mistrovství ČSSR. „K profíkům šel jen jediný Daler a tenkrát měli kluci jediný cíl – dostat se do Dukly nebo do Rudé hvězdy a to se mi povedlo. Další motivace už nebyla skoro žádná.“
Po skončení kariéry byl trenérem cyklistů v RH Plzeň, v roce 1981 se přestěhoval domů do Děčína, kde vedl oddíl SČE Děčín.

## Osobní život

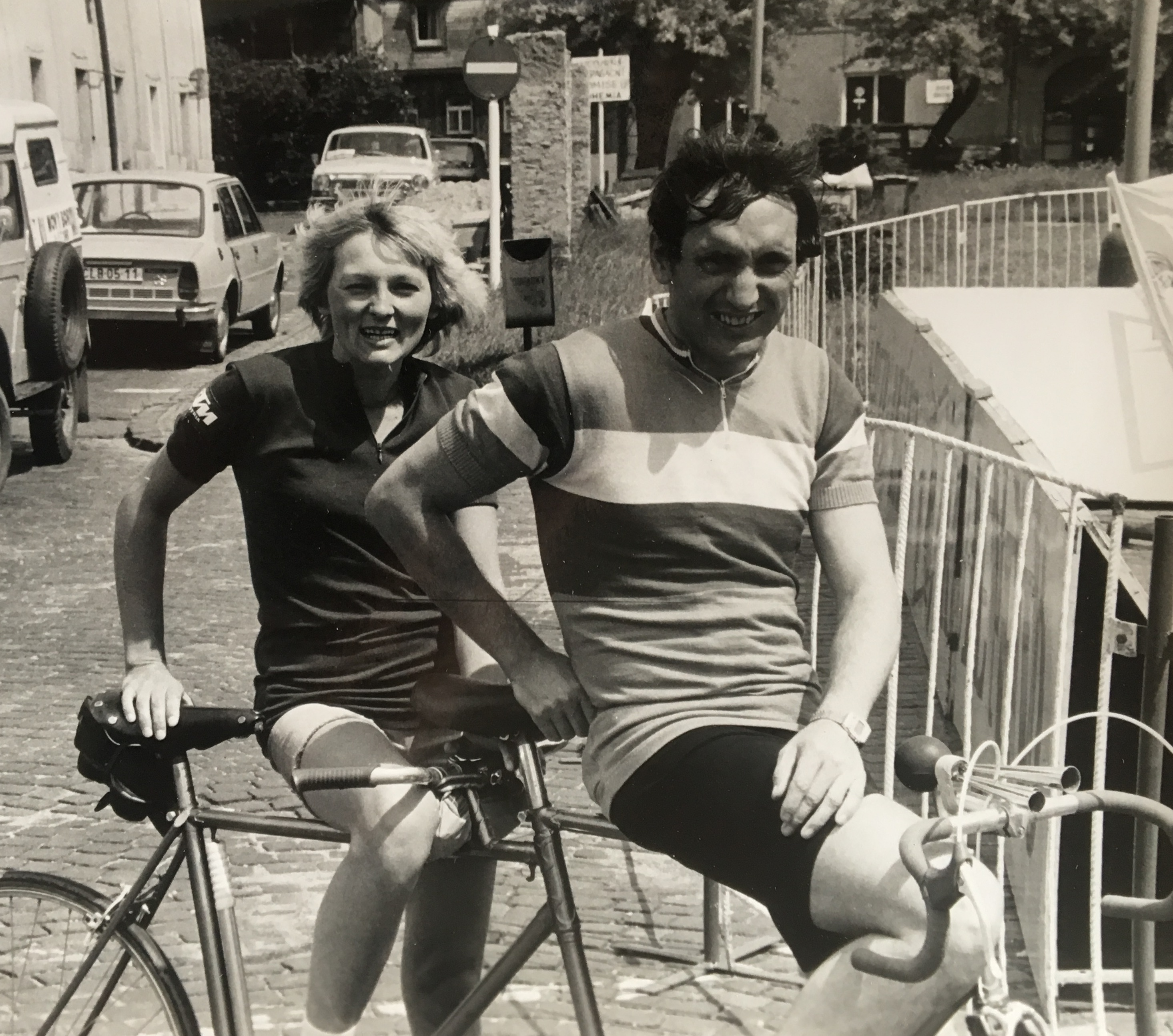
Se svou ženou Mirkou v roce 1981.

Mezi závodníky měl přezdívku „Pavián“ – tu vymyslel kamarád a závodník Jiří Prchal. Když odcházeli ze střechy ubytovny, kde se opalovali nazí, Prchal prohlásil „Ty máš zadnici rudou jako pavián“, což mu už zůstalo. V Děčíně pracoval v ekonomickém oddělení místní policie, posléze jako obchodní zástupce výrobce kol. Je v důchodu. Je ženatý (manželka Miroslava, nar. 1949), děti Lenka (nar. 1980) a Petr (nar. 1975), který v Děčíně vede cyklistický obchod.